# SN 2003O
SN 2003O – supernowa typu II odkryta 18 stycznia 2003 roku w galaktyce UGC 2798. W momencie odkrycia miała maksymalną jasność 17,00m.